# Content Protection for Recordable Media
Content Protection for Recordable Media (CPRM) är en typ av skydd för information lagrad på minneskort av typen Secure Digital.